# Flugplatz Batangafo

i7
i11
i13
Der Flugplatz Batangafo (französisch Aérodrome de Batangafo, IATA-Code: BTG, ICAO-Code: FEGF) ist der Flugplatz von Batangafo, einer Stadt in der Präfektur Ouham im nordwestlichen Zentrum der Zentralafrikanischen Republik.
Der Flugplatz liegt am Nordostrand der Stadt auf einer Höhe von 420 Metern. Seine Start- und Landebahn ist unbefestigt und liegt nahe der Route nationale 4. Sie verfügt nicht über eine Befeuerung. Der Flugplatz kann nur tagsüber und nur nach Sichtflugregeln angeflogen werden. Er verfügt nicht über reguläre Passagierverbindungen.